# Elena Ferré Toldrà
Elena Ferré Toldrà (Lérida, 1993) es una jurista y política catalana.

## Carrera
Es graduada en Derecho por la Universidad de Lérida y tiene un máster en Estudios de Género y Gestión de Políticas de Igualdad. En 2015, durante la etapa formativa, representó a la UDL en la XI Liga de debate de la Red Vives de Universidades, junto a dos compañeros del mismo grado universitario. Más tarde, hizo prácticas en el ámbito jurídico en la Diputación de Barcelona y ejerció de asesora legal para empresas privadas, sobre todo en lo referente a la protección de datos y la prevención del lavado de dinero. Además, a lo largo de su trayectoria laboral ha trabajado en defensa de los derechos de las mujeres y de las personas vulnerables, tanto en firmas de abogados como en consultoras legales. Actualmente, es técnica de la Dirección General para la Erradicación de las Violencias Machistas, que depende de la Consejería de Igualdad y Feminismos de la Generalidad de Cataluña, y combina su carrera jurídica con su actividad política.
Fue concejal del ayuntamiento de Lérida por el partido local Comú de Lleida entre 2019 y 2023, dado que había resultado elegida en las elecciones municipales de 2019 como segunda candidata del partido. Era la concejala de Participación, Contratación y Lucha contra la Corrupción. También era la portavoz del partido. Más adelante, fue la candidata número 4 de la formación para las elecciones al Parlamento de Cataluña de 2021, pero ahí no obtuvo escaño. En 2023, fue la primera postulante de la lista de Sumar - En Comú Podem (ECP) de la Circunscripción electoral de Lérida en las elecciones generales españolas, en las que tampoco logró ganar un puesto. En ese momento era diputada en la Diputación Provincial de Lérida en representación de ECP. En 2024, sucedió a Jaume Moya como cabeza de lista de la coalición Comuns-Sumar para la demarcación leridana en las elecciones al Parlamento de Cataluña.

## Ideología
Es partidaria de la independencia de Cataluña y se opone al centralismo catalán. Considera que hay que actuar institucionalmente contra la prostitución, ya que la concibe como una forma de maltrato. Forma parte de varias organizaciones, como la Plataforma por la Lengua, el banco de tiempo de Lérida y el Grup Feminista de Ponent.